# Play with Me
 (octobre 2018).
Si vous disposez d'ouvrages ou d'articles de référence ou si vous connaissez des sites web de qualité traitant du thème abordé ici, merci de compléter l'article en donnant les références utiles à sa vérifiabilité et en les liant à la section « Notes et références ».

Play with Me est l'unique album solo de la chanteuse scandinave Lene Grawford Nystrøm, plus connue comme étant la chanteuse du groupe Aqua. Il est sorti en 2003. L'album a profité de la renommée mondiale du groupe Aqua pour sortir dans de nombreux pays sans pour autant rencontrer le succès attendu.

## Titres de l'album

### Version Europe, Canada, Argentine, Japon, Taïwan, Thaïlande et Indonésie
1. Virgin Superstar (3 min 24)
2. Pretty Young Thing (4 min 24)
3. It's Your Duty (3 min 06)
4. Play With Me (3 min 05)
5. Bad Coffee Day (4 min 44)
6. Here We Go (3 min 42)
7. Bite You (3 min 29)
8. Up In Smoke (3 min 38)
9. We Wanna Party (3 min 18)
10. Pants Up (3 min 31)
11. Surprise (3 min 01)
12. Scream (3 min 44)
13. Doin' It To You (3 min 53) (Bonus track Japon)
14. Paper Bag (3 min 12) (Bonus track Japon)

### Version Chine
1. Virgin Superstar (3 min 24)
2. Pretty Young Thing (4 min 24)
3. It's Your Duty (3 min 06)
4. Play With Me (3 min 05)
5. Bad Coffee Day (4 min 44)
6. Here We Go (3 min 42)
7. Bite You (3 min 29)
8. Up In Smoke (3 min 38)
9. We Wanna Party (3 min 18)
10. Pants Up (3 min 31)
11. Surprise (3 min 01)
12. Scream (3 min 44)
13. Cartoon Heroes (Metro That's All Folks Radio Edit) (feat Aqua) (3 min 38)
14. Around the World (feat Aqua) (3 min 39)
15. Happy Boys And Girls (feat Aqua) (3 min 43)
16. Barbie Girl (feat Aqua) (3 min 22)
17. An Apple A Day (feat Aqua) (3 min 38)
18. Halloween (feat Aqua) (3 min 51)
19. Bumble Bees (feat Aqua) (3 min 56)

### Version Taïwan
1. Virgin Superstar (3 min 24)
2. Pretty Young Thing (4 min 24)
3. It's Your Duty (3 min 06)
4. Play With Me (3 min 05)
5. Bad Coffee Day (4 min 44)
6. Here We Go (3 min 42)
7. Bite You (3 min 29)
8. Up In Smoke (3 min 38)
9. We Wanna Party (3 min 18)
10. Pants Up (3 min 31)
11. Surprise (3 min 01)
12. Scream (3 min 44)
13. Superstar (3 min 09)
14. Russian Lullaby (3 min 23)
15. w.w.w girl (3 min 26)
16. Cartoon Heroes (feat Aqua) (3 min 40)
17. S.O.S (2 min 47)
18. 007 (3 min 20)
19. Happy Boys And Girls (feat Aqua) (3 min 36)

CD 2
1. Around the World (feat Aqua) (3 min 33)
2. My Oh My (feat Aqua) (3 min 28)
3. Aquarius (feat Aqua) (4 min 26)
4. Back From Mars (feat Aqua) (4 min 09)
5. Good Guys (feat Aqua) (4 min 04)
6. Cuba Libre (feat Aqua) (3 min 41)
7. We Belong To The Sea (feat Aqua) (4 min 22)
8. Freaky Friday (feat Aqua) (3 min 49)
9. An Apple A Day (feat Aqua) (3 min 42)
10. Halloween (feat Aqua) (3 min 55)
11. In & Out (3 min 11)
12. Love Me Another (My Stica Mix) (3 min 36)
13. Electronic Lady (3 min 39)
14. Barbie Girl (feat Aqua) (3 min 20)
15. Bumble Bees (feat Aqua) (3 min 58)
16. Good Morning Sunshine (feat Aqua) (4 min 08)
17. Doctor Jones (feat Aqua) (3 min 25)

### Version Hong-Kong
1. Virgin Superstar (3 min 24)
2. Pretty Young Thing (4 min 24)
3. It's Your Duty (3 min 06)
4. Play With Me (3 min 05)
5. Bad Coffee Day (4 min 44)
6. Here We Go (3 min 42)
7. Bite You (3 min 29)
8. Up In Smoke (3 min 38)
9. We Wanna Party (3 min 18)
10. Pants Up (3 min 31)
11. Surprise (3 min 01)
12. Scream (3 min 44)
13. Barbie Girl (feat Aqua) (3 min 17)
14. My Oh My (feat Aqua) (3 min 26)
15. Doctor Jones (feat Aqua) (3 min 24)
16. Happy Boys And Girls (feat Aqua) (3 min 36)
17. Roses Are Red (Club Mix) (feat Aqua) (6 min 55)
18. Calling You (feat Aqua) (3 min 33)
19. Twisted Megamix (Edit) (feat Aqua) (7 min 51)
20. Turn Back Time (Love To Infinity's Classic Radio Mix) (feat Aqua) (3 min 18)

CD 2
1. Cartoon Heroes (feat Aqua) (3 min 39)
2. Around the World (feat Aqua) (3 min 30)
3. Freaky Friday (feat Aqua) (3 min 47)
4. We Belong To The Sea (feat Aqua) (4 min 16)
5. An Apple A Day (feat Aqua) (3 min 39)
6. Halloween (feat Aqua) (3 min 50)
7. Good Guys (feat Aqua) (3 min 59)
8. Back From Mars (feat Aqua) (4 min 05)
9. Aquarius (feat Aqua) (4 min 21)
10. Bumble Bees (feat Aqua) (3 min 54)
11. Cuba Libre (feat Aqua) (3 min 37)
12. Goodbye To The Circus (feat Aqua) (4 min 00)
13. Heat Of The Night (feat Aqua) (3 min 35)
14. Lollipop (Candyman) (feat Aqua) (3 min 37)
15. Be A Man (feat Aqua) (4 min 23)
16. Cartoon Heroes (E-Lite Extended Remix) (feat Aqua) (9 min 12)
17. Cartoon Heroes (Metro's That's All Folks Remix) (feat Aqua) (6 min 25)

## Singles

### It's Your Duty (2003)
Version européenne (promo)
1. Bimbo Jones Vocal Mix (6 min 19)
2. Mark Picchiotti Remix (7 min 30)
3. Album Version (3 min 06)

Version européenne et japonaise
1. It's Your Duty (Album Version) (3 min 06)
2. Queen For A Day (3 min 26)
3. It's Your Duty (Mark Picchiotti Remix) (7 min 30)
4. It's Your Duty (Video) (3 min 06)
5. It's Your Duty (Interactive Lyrics)
6. Preview of Play With Me album
7. Wallpaper

Version scandinave
1. Album Version (3 min 06)
2. Mark Picchiotti Remix (7 min 30)

### Pretty Young Thing (2004)
Version danoise
1. Milk & Sugar Vocal Edit (3 min 33)
2. Milk & Sugar Vocal Mix (7 min 07)
3. Milk & Sugar Vocal Dub (7 min 18)

Version scandinave
1. Radio Edit (3 min 45)
2. Milk & Sugar Vocal Mix (7 min 07)

Version européenne
1. Pretty Young Thing (Radio Edit) (3 min 45)
2. Pretty Young Thing (Milk & Sugar Vocal Mix) (7 min 07)
3. It's Your Duty (Rishi Rich Remix) (4 min 40)
4. Pretty Young Thing (Video) (3 min 45)

### Here We Go (2004)
Version japonaise
1. Here We Go (Kurtis Mantronik Remix) (6 min 27)
2. Here We Go (Shanghai Surprise Remix) (7 min 57)
3. Here We Go (Manhattan Clique Mix)